# Zhaobao Taijiquan
El nombre completo del estilo es: Wudang Zhao Bao Taiji Quan, desglosándose del siguiente modo: Zhao Bao es el nombre del pueblo donde se formó este estilo. Wudang viene dado por su pertenencia a los estilos internos de artes marciales surgidos en las montañas de Wudang.  Taiji quan es el nombre en pin-yin del taichí chuan.

## Historia
El linaje se inicia con Jiang Fa (1574-1655) quien regresó al pueblo donde residía, Zhao Bao, tras aprender taichí chuan de un monje taoísta.  Desde él hasta Chen Qing Ping (1795-1868) el estilo se transmitió de maestro a uno o dos discípulos, de forma bastante hermética, si bien hay constancia escrita de cada generación de maestros.  Chen Qing Ping admitió a numerosos discípulos con lo que el Zhao Bao se extendió por la zona.
Debido a que Chen Qing Ping era nieto de un miembro de la familia Chen, aposentados en Chen Jia Gou, y que dieron origen al estilo Chen de taiji quan, desde hace tiempo se disputa acerca de la adscripción de este estilo, que los Chen llaman “Xin Jia” o nueva estructura.

## Propiedades del estilo
Comparado con otros estilos es más ágil y dinámico.  Permite ejercitar el cuerpo por completo, y de forma gradual, ya que tiene distintos grados de dificultad, adoptando en los más difíciles, posturas sumamente bajas y flexibles, así como saltos, giros y barridos, por lo que su ejecución es espectacular.
Está diseñado teniendo muy en cuenta la circulación de los canales de acupuntura y su relación con los llamados “cinco elementos” (metal, madera, agua, fuego, tierra). También tiene una serie de reglas para prevenir lesiones por malas prácticas.  Cuenta asimismo, con siete niveles de maestría en su ejecución. Lo fluido y coordinado de las técnicas se ajustan satisfactoriamente a los principios básicos de los clásicos T'ai Ch'i Ch'uan.
Se han contabilizado un mínimo de 14 “Jia” o estructuras, siendo las más conocidas las “Da Jia”, (Gran Estructura) y “Xiao Jia”, (Pequeña Estructura) y entre las más espectaculares y difíciles está por ejemplo la “Teng Na Jia” (Estructura Elástica)

## La forma
La forma más conocida y practicada es la “Da Jia” o Gran Estructura, que es de las más tradicionales, y consta de 108 movimientos que se pueden dividir en 5 segmentos, ejercitándose en los dos primeros los "cinco elementos", y a partir del tercer segmento, la práctica del “tian ren he yi” (Unión de cielo y hombre)